# Parathesis microcalyx
Parathesis microcalyx är en viveväxtart som beskrevs av Donn. Smith. Parathesis microcalyx ingår i släktet Parathesis och familjen viveväxter. Inga underarter finns listade i Catalogue of Life.